# Храм Марії Магдаліни (Андрієво-Мелентьєво)
Церква Марії Магдаліни — чинна церква у селі Андрієво-Мелентьєво, Ростовської й Новочеркаської єпархії РПЦ. 
Адреса: 346841, Ростовська область, Неклинівський район, с. Андрієво-Мелентьєво, вул. Перемоги, 9. 

## Історія
У 1820 роках було побудовано церкву святої Марії Магдалини, на кошти поміщика, відставного генерала від інфантерії Андрія Мелентьєва, який брав участь у битвах з армією Наполеона й нагородженого за відвагу орденом Святого Георгія 4-го ступеня. 
Мурована церква будувалася у селі близько десяти років. Після закінчення будівництва був освячений в честь Марії Магдаліни, тому що дочка поміщика Андрія Мелентьєва носила ім'я Марія. 
Служби в храмі велися до 1930 року коли храм закрили більшовики, а у його підвалі жили черниці одного із закритих монастирів Таганрога.
Храм знову був відкритий у 1948 році. У 1960 року храм було знову закрито й віддано під склад будматеріалів. У 1980-ті роки в храмі сталася пожежа, після чого від храму залишилися лише голі стіни. Були знищені і стінні фрески. Розбираючи залишки пожежі, парафіяни виявили в підвалі храму склеп з останками військових Федора та Андрія Мелентьєвих. Останки були в хорошому стані, збереглися й мундири з красивими еполетами. 
У вересні 1992 року в селі була офіційно зареєстрована церковна громада. Почалося поступове відновлення зруйнованого храму. 
У відродженні церкви брало участь багато людей. Матеріальну підтримку надавав колгоспу «Сармат», районна адміністрація в особі її керівника А. А. Геращенко. Служби в восстанавливаемом храмі почалися через 4 місяці — 7 січня 1993 року. 
У 1994 році в храмі була відновлена дзвіниця. Дзвони для храму були відлиті на одному підприємстві Вороніжа. У 2000 році на кошти Таганрізьких підприємців були придбані мармурові плити для підлоги і мармуровий іконостас. При храмі працює недільна школа, діє військово-патріотичний клуб «Преображення».

## Святині
- Ікона з мощами Святого Кукші Одеського;
- Ікона святої Марії Магдаліни.